# Kanton Plélan-le-Grand
Plélan-le-Grand is een voormalig kanton van het Franse departement Ille-et-Vilaine. Het kanton maakte deel uit van het arrondissement Rennes. Het werd opgeheven bij decreet van 18 februari 2014 met uitwerking op 22 maart 2015.

## Gemeenten
Het kanton Plélan-le-Grand omvatte de volgende gemeenten:
- Bréal-sous-Montfort
- Maxent
- Monterfil
- Paimpont
- Plélan-le-Grand (hoofdplaats)
- Saint-Péran
- Saint-Thurial
- Treffendel